# Pilosella cernua
Pilosella cernua — вид квіткових рослин з підродини цикорієвих (Cichorioideae).

## Поширення
Вид росте в Європі: Австрія, Німеччина, Італія, Норвегія, Польща, Швеція, Швейцарія, Україна.